# Tawila
Tawila ou Tawilah (en arabe: طويلة) est une ville au Soudan dans l'état du Darfour du Nord.

## Histoire
En 2004, la ville a été détruite par des combats lors de la guerre du Darfour,. La ville a été en proie à des luttes entre miliciens. Des troupes de la mission de l'Union africaine au Soudan y ont été déployés de 2005 à 2007 pour stabiliser la région, suivis en 2007 par la mission conjointe des Nations unies et de l'Union africaine au Darfour (MINUAD) pour poursuivre les mêmes objectifs. La MINUAD a pris fin le 31 décembre 2020, les dernières troupes sont rapatriés le 30 juin 2021.
Pendant le conflit soudanais, des dizaines de milliers de civils ont été déplacés de la ville à la suite d'affrontements entre les forces armées soudanaises et les forces de soutien rapide (FSR). Le 19 juin 2023, les FSR s'emparent d'une garnison de l'armée et tuent plusieurs soldats. Depuis le 23 septembre 2023, l'armée de libération du Soudan a pris le contrôle de la ville.